# 大助
大助（おおすけ）は、青森県弘前市の大字で、旧中津軽郡相馬村の大字。郵便番号は036-1513。

## 地理
当地を青森県道204号相馬常盤野線が通り、作沢川・シモミ沢が南側を流れる。北は米ケ袋・平山・坂市、東は藤沢、東から南にかけて相馬、西は沢田に接する。

### 小字
小字として竜ノ口・野田がある。

## 沿革
- 1889年（明治22年） - 相馬村の大字になる。
- 1891年（明治24年） - 当時の記録では人口191で、戸数32、厩21であった。
- 2006年（平成18年） - 弘前市への合併とともに弘前市の大字になる。

## 世帯数と人口
2017年（平成29年）6月1日現在の世帯数と人口は以下の通りである。
| 大字             | 世帯数 | 人口  |
| ---------------- | ------ | ----- |
| 大助（小字全域） | 40世帯 | 124人 |

## 施設

### 公共
- 大助公民館

## 小・中学校の学区
市立小・中学校に通う場合、学区は以下の通りとなる。
| 大字 | 番地 | 小学校             | 中学校             |
| ---- | ---- | ------------------ | ------------------ |
| 大助 | 全域 | 弘前市立相馬小学校 | 弘前市立相馬中学校 |